# Maxwell Render
Maxwell Render è un pacchetto software sviluppato per produrre immagini fotorealistiche partendo da modelli 3D realizzati al computer. È stato introdotto per la prima volta sul mercato nel dicembre 2004 (dopo due anni di sviluppo interno) ed utilizza un algoritmo di global illumination (G.I.) basato su una variante metropolis light transport.

## Introduzione
Maxwell Render è stato il primo prodotto software disponibile ad utilizzare la tecnica unbiased rendering; i suoi algoritmi di global illumination sono collegati direttamente ad un simulatore di una fotocamera, un sistema che permette di inquadrare la scena come se si disponesse di una fotocamera virtuale; in questo modo l'esperienza dell'operatore viene resa più agevole dal fatto che non è necessario regolare in modo arbitrario i parametri di illuminazione, cosa che di solito è necessario fare con i sistemi di rendering di tipo scanline e raytracing. Maxwell Render è stato sviluppato dalla Next Limit Technologies, una società di Madrid fondata nel 1998 dagli ingegneri Victor Gonzalez ed Ignacio Vargas.

## Componenti Software
- Maxwell Render (core render engine)
- Maxwell Studio
- Material Editor
- Maxwell FIRE (Fast Interactive Rendering)
- Componenti Network (Maxwell Monitor, Manager and Node)
- Plugins (permettono l'interfacciamento con software di modellazione)

## Storia
La prima versione alpha è stata pubblicata il 4 dicembre 2004; la prima release candidate il 2 dicembre 2005. La versione più recente include il Maxwell Studio ed il Material Editor.
La successione delle release:
- Versione 1.0 (26 aprile 2006)
- Versione 1.1 (4 luglio 2006)
- Versione 1.5 (23 maggio 2007)
- Versione 1.6 (22 novembre 2007)
- Versione 1.7 (19 giugno 2008)
- Versione 2.0 (23 settembre 2009)
- Versione 2.1 (18 luglio 2010)
- Versione 2.5 (13 dicembre 2010)
- Versione 2.6 (2 novembre 2011)
- Versione 2.7 (19 giugno 2012)
- Versione 3 (2013)
- Versione 4 (novembre 2016)

La versione attuale è la 4, che tra le altre novità implementa anche il calcolo tramite GPU

## Integrazione con altri software
| Modellatori  | Versione                            | Supporta Windows (32-bit)? | Supporta Windows (64-bit)? | Supporta Mac OS X? | Supporta Linux? |
| ------------ | ----------------------------------- | -------------------------- | -------------------------- | ------------------ | --------------- |
| 3ds max      | 7 8 9 2008 2009 2010 2011           | Sì                         | No Sì                      | No                 | No              |
| Autodesk VIZ | 06 07 08                            | Sì                         | No                         | No                 | No              |
| Lightwave    | 8.x 9.x                             | Sì                         | Sì                         | No Sì (9.3UB)      | No              |
| Maya         | 8 8.5 2009 2010 2011                | Sì                         | Sì                         | Sì                 | Sì              |
| Cinema 4D    | 9.6 and up                          | Sì                         | Sì                         | Sì                 | No              |
| Rhino3D      | 4, SR5 5 X64 WIP                    | Sì                         | No Sì                      | No Si              | No              |
| XSI          | 5.x 6.01 7.01                       | Sì                         | Sì (5.1) Sì                | No                 | No              |
| SolidWorks   | 2007(s.p. 3.1) 2008 2009            | Sì                         | Sì                         | No                 | No              |
| Archicad     | 10 11 12 13 14 15                   | Sì                         | No Sì                      | Sì                 | No              |
| Form-Z       | 6.1 e successive (6.6 raccomandata) | Sì                         | Sì                         | Sì (UB)            | No              |
| SketchUp     | 6 7 8                               | Sì                         | No                         | Sì                 | No              |
| modo         | 302 401                             | Sì                         | Sì                         | Sì                 | No              |
| Photoshop    | CS3 CS4 CS5                         | Sì                         | Sì                         | Sì                 | No              |
| Nuke         | 5 6                                 | Sì                         | Sì                         | Sì                 | Sì              |